# 董重質
董重質（？—834年9月7日），唐代淮西戰將。淮西节度使吴少诚的小女婿。
吳元濟時，守洄曲（今漯河東南），洄曲無險可守，又緊扼通往蔡州之門戶。其部下乗騾即戰，號“騾子軍”。元和十二年（817年），李光顏在郾城擊敗淮西軍，張伯良敗走，鄧懷金以城降。八月，宰相裴度亲临郾城督战。郾城失守後，吳元濟將蔡州精兵全部調往北線，以增援董重質。李愬連破冶爐城、西平、楚城。又趁雪夜突袭吴房（今遂平），克其外城。吳元濟率將士到牙城抵抗，同時又派人前住洄曲求救。董重質有一萬多人據守在洄曲。可是李愬入城後早已厚撫洄曲守將董重質的家屬，並遣其子前去招降。董重質見大勢已去，到蔡州向李愬投降。李光顏馳入洄曲，董重質的部眾，均歸光顏接收。十月十二日，吳元濟出城投降。
由於董重質是吳元濟的重要參謀，屢破官軍，憲宗起先想殺他，李愬早先答應饒他一命，貶為春州司戶參軍。幾年後，又獲啟用。元和十五年，授左神武將軍。太和四年，任夏綏銀宥節度使。
太和八年八月去世，赠尚书右仆射。

## 延伸阅读
[在维基数据编辑]
 《舊唐書·卷161》，出自刘昫《舊唐書》